# Wagarville (Alabama)
Wagarville es un área no incorporada ubicada en el condado de Washington en el estado estadounidense de Alabama.

## Geografía
Wagarville se encuentra ubicada en las coordenadas 31°26′10″N 88°1′42″O / 31.43611, -88.02833.